# Nguyễn Huy Thiệp
Dans ce nom, le nom de famille, Nguyễn, précède le nom personnel.
Nguyễn Huy Thiệp, né le 29 avril 1950 à Hanoï et mort le 20 mars 2021 dans la même ville, est un écrivain vietnamien connu en Occident et au Viêt Nam pour ses nouvelles littéraires, même s'il a déjà à son actif des pièces de théâtre et un roman publié en 2005 intitulé À nos vingt ans.
Tout comme Dương Thu Hương (Au-delà des illusions), Phạm Thị Hoài (La Messagère de cristal) et Bảo Ninh (Le Chagrin de la guerre), Nguyễn Huy Thiệp fait partie des écrivains qui ont participé à la renaissance littéraire du Viêt Nam dans les années 1980 en raison de l'interruption causée par la Guerre du Viêt Nam, une guerre qui a duré de 1964 à 1975. Cet homme, est considéré comme un intellectuel au Viêt Nam, s'est fait connaître grâce à sa nouvelle littéraire intitulé Un général à la retraite, en raison du scandale provoqué dans l'opinion publique du Viêt Nam en 1987. En plus, il est considéré comme « le représentant d'une nouvelle génération d'écrivains qui veulent se distinguer du réalisme socialiste ».

## Biographie
Nguyễn Huy Thiệp est né à Hanoï, actuelle capitale du Viêt Nam, en 1950, au moment où se déroulait la guerre d'Indochine.
Cet écrivain vietnamien raconte ses souvenirs sur la guerre d'Indochine en disant : « J'avais seulement quelques jours quand ma mère a dû me prendre dans un panier sur son dos pour fuir les bombes françaises ».
Nguyễn Huy Thiệp a reçu une formation d'historien à l'université de Pédagogie de Hanoï et son baccalauréat fut complété pendant la guerre du Viêt Nam.
Voici les nouvelles données par son éditeur français (Éditions de l’Aube) en 1997 : Nguyên Huy Thiêp vit dans les faubourgs de Hanoï où il a ouvert deux restaurants. Il sculpte, peint sur faïence et s’est remis à l’écriture.

## Œuvres littéraires

### Recueils de nouvelles
- Un général à la retraite, éditions de l'Aube, 1990 (en poche depuis 2008)
- Le Cœur du tigre, éditions de l'Aube, 1995 (poche 2010  (ISBN 978-2-8159-0051-5))
- La Vengeance du loup, éditions de l'Aube, 1997
- Conte d'amour un soir de pluie, éditions de l'Aube, 1999 (à paraître en poche à la rentrée 2010)
- L'Or et le Feu, éditions de l'Aube, 2002
- Mon oncle Hoat, éditions de l'Aube, 2008 (poche 2010  (ISBN 978-2-8159-0050-8))
- Mademoiselle Sinh et autres nouvelles, éditions de l'Aube (à paraître à la rentrée 2010)

### Pièces de théâtre
- Les démons vivent parmi nous, éditions de l'Aube, 1996
- Une petite source douce et tranquille suivi de Les démons vivent parmi nous, éditions de l'Aube, 2002

### Roman
- À nos vingt ans, éditions de l'Aube, 2005 (en poche fin 2010)